# Fettsyrametylestrar

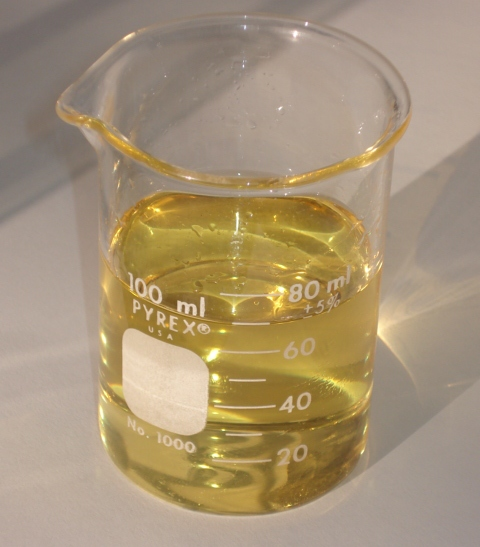
Sojametylester

Fettsyrametylestrar (förkortas FAME, av den engelska benämningen fatty acid methyl ester) är estrar av fettsyra och metanol. Begreppet är vanligen synonymt med  biodiesel, vilken framställs ur vegetabilisk olja eller animalfett genom omförestring, synonymt med transesterifiering eller förestring, synonymt med esterifiering.
FAME är en standardiserad produkt via Europastandarden SS-EN 14214. FAME är ett av de vanligaste biobränslena i Sverige.

## Framställning
FAME produceras vanligtvis av en alkalikatalyserad reaktion mellan fetter och metanol i närvaro av bas som natriumhydroxid, natriummetoxid eller kaliumhydroxid. En av anledningarna till att FAME används i biodiesel i stället för fria fettsyror är att upphäva all korrosion som fria fettsyror skulle orsaka för metallerna i motorer, produktionsanläggningar och så vidare. Fria fettsyror är bara milt sura, men kan med tiden orsaka kumulativ korrosion till skillnad från deras estrar. Som en förbättrad kvalitet har FAMEs också vanligtvis cirka 12-15 enheter högre cetantal än sina oesterifierade motsvarigheter.

## Egenskaper
Varje mikroorganism har sin specifika FAME-profil (mikrobiellt fingeravtryck). Efter triglycerider, fettsyror och vissa andra lipider av vissa odlade mikrober är förestrade, blir de flyktiga nog för analys med gaskromatografi som används för att skapa FAME-profil. Dessa profiler kan användas som ett verktyg för mikrobiell källspårning (MST) för att identifiera patologiska bakteriestammar och för att karakterisera nya arter av bakterier.
Till exempel kan en profil skapad av odlade bakterier från något vattenprov jämföras med en profil av kända patologiska bakterier för att ta reda på om vattnet är förorenat av avföring eller inte.